# إيرنيستو رويز فيلاسكو
إيرنيستو رويز فيلاسكو (بالإسبانية: Ernesto Ruiz Velasco)‏ هو سياسي مكسيكي، ولد في 27 أغسطس 1969 في مدينة أغواسكاليينتس في المكسيك. حزبياً، نشط في حزب العمل الوطني. وقد انتخب عضو مجلس النواب المكسيك.